# Зюзіно (Білозерський район)
Зю́зіно (рос. Зюзино) — село у складі Білозерського району Курганської області, Росія. Входить до складу Боровської сільської ради.
Населення — 247 осіб (2010, 338 у 2002).